# Ѵ̂
Ne doit pas être confondu avec la lettre latine v accent circonflexe (V̂ v̂).
Ѵ̂ (minuscule : ѵ̂), appelée ijitsa accent circonflexe, est une lettre de l’alphabet cyrillique qui a été utilisée en ossète. Elle est composée de la lettre ijitsa avec un accent circonflexe.

## Utilisations
Le ѵ̂ a été utilisé en ossète par Anders Johan Sjögren au XIe siècle.

## Représentations informatiques
L’ijitsa accent circonflexe peut être représenté avec les caractères Unicode suivants (cyrillique, diacritiques) :
| formes    | représentations | chaînes de caractères | points de code | descriptions                                                      |
| --------- | --------------- | --------------------- | -------------- | ----------------------------------------------------------------- |
| capitale  | Ѵ̂               | Ѵ◌̂                    | U+0474 U+0302  | lettre majuscule cyrillique ijitsa diacritique accent circonflexe |
| minuscule | ѵ̂               | ѵ◌̂                    | U+0475 U+0302  | lettre minuscule cyrillique ijitsa diacritique accent circonflexe |